# Llista de llocs del Comtat de Tyrone
Aquesta és una llista de ciutats, viles, pobles i llogarets del comtat de Tyrone, a Irlanda del Nord. Les ciutats es ressalten en negreta.

## A
- Altamuskin
- Altishane
- Altmore
- Ardboe
- Ardstraw
- Artigarvan
- Augher
- Aughnacloy

## B
- Ballygawley
- Ballinderry
- Ballymagorry
- Ballymully Glebe
- Benburb
- Beragh
- Blackwatertown
- Brackaville
- Bready
- Brockagh

## C
- Caledon
- Cappagh
- Carnteel
- Carrickmore
- Castlecaufield
- Castlederg
- Clabby
- Clady
- Clanabogan
- Clogher
- Coagh
- Coalisland
- Cookstown
- Cranagh
- Creggan

## D
- Derrychrin
- Derryloughan
- Derrytresk
- Donaghmore
- Donemana
- Dooish
- Douglas Bridge
- Dromore
- Drumkee
- Drumnakilly
- Drumquin
- Dungannon
- Dunnamore

## E
- Edenderry
- Eglish
- Erganagh
- Eskra
- Evish

## F
- Fintona
- Fivemiletown

## G
- Galbally
- Garvaghey
- Garvetagh
- Gillygooly
- Glebe
- Glenmornan
- Gortaclare
- Gortin
- Granville
- Greencastle

## K
- Kildress
- Killay
- Killen
- Killeter
- Killyclogher
- Killyman
- Kilskeery
- Knockmoyle

## L
- Landahaussy
- Liscloon
- Loughmacrory

## M
- Magheramason
- Moortown
- Mountfield
- Mountjoy
- Moy
- Moygashel
- Moylagh
- Mullaghmore

## N
- Newmills
- Newtownstewart

## O
- Omagh (county town)

## P
- Plumbridge
- Pomeroy

## R
- Rock
- Rousky

## S
- Sandholes
- Seskinore
- Shanmaghery
- Sion Mills
- Sixmilecross
- Spamount
- Stewartstown
- Strabane
- Strathroy

## T
- Tamnamore
- Tattyreagh
- Trillick
- Tullyhogue
- Tullywiggan

## V
- Victoria Bridge

## W
- Washing Bay